# Centre International de Formation Européenne
El Centre International de Formation Européenne (CIFE, Centro Internacional Europeo de Formación) es una institución privada, no lucrativa que incluye varios cursos de estudios europeos así como conferencias, seminarios y publicaciones. Los programas del CIFE abarcan actividades educativas y de investigación relativas a la integración europea, al federalismo, al regionalismo y a los cambios en las estructuras de las sociedades contemporáneas.
Establecido en 1954, el CIFE recibe el apoyo de la Unión Europea, asociaciones internacionales, numerosos gobiernos nacionales, administraciones locales y contribuyentes privados. 
En 1964, con el apoyo de la ciudad de Niza (Francia) y la Comisión Europea, CIFE fundó su propio instituto, el European Institute of High International Studies (IEHEI, Instituto Europeo de Altos Estudios Internacionales) proponiendo programas de posgrado. Este instituto coopera con numerosas universidades, en particular en Alemania, Italia, Turquía y Europa central y del Este. 

## Master in EU Studies
CIFE posee una European Online Academy (EOA, Academia Europea en Línea) con programas de estudios europeos para estudiantes de posgrado y jóvenes profesionales. Una plataforma de e-learning (Ilias) almacena los materiales de cursos y permite una interacción entre los participantes y los expertos. Los programas ofrecen una mezcla de contenidos teóricos y prácticos a través de una combinación de e-learning y de excursiones (a Berlín, Roma, Bruselas, Estambul y Budapest). Los participantes adquieren así mayores conocimientos sobre los continuos procesos de la integración europea.

## Master in Advanced European and International Studies
El Master in Advanced European and International Studies (tradicuble al castellano: Máster en Estudios Avanzados Europeos e Internacionales) tiene lugar en varios países y se focaliza principalmente en los estudios europeos e internacionales. El objetivo es de dar a los estudiantes una visión global de los problemas políticos, sociales, económicos y culturales del mundo moderno. 

### La rama trilingue
La rama trilingue del Master in Advanced European and International Studies existe hace 40 años. Los cursos son dados en tres idiomas (francés, inglés y alemán) y el programa del ramo trilingue incluye dos sedes en Niza y una en Berlín. Un viaje de estudios en instituciones europeas e internacionales, completa el programa. Los principales tópicos son Relaciones Internacionales, Integración Europea, Economía y Globalización.

### La rama inglesa
La rama inglesa fue creada en octubre de 2005 al mismo tiempo que empezaron las negociaciones de adhesión de Turquía a la UE. Su programa incluye sedes en Estambul, Niza y Berlín, y es completado por un viaje de estudios en instituciones europeas e internacionales. En Estambul, el proceso de la europeización de Turquía es un tema central, así como las relaciones de la Unión Europea con los países del Cáucaso, con el Oriente Próximo y Asia Central.

## The European Union and Central Asia in the International System (EUCAIS) - Online Master
El Institut für Europäische Politik (IEP, Instituto de Política Europea) y el Centre International de Formation Européenne (CIFE) ofrecen un programa de estudios políticos que analiza principalmente las relaciones entre la UE y Asia Central en el sistema internacional.  Este Master online recibe financiaciones significativas de la Fundación Volkswagen.
El programa permite a los participantes mejorar y ampliar sus conocimientos sobre el proceso de integración de la UE, los desarrollos recientes en las relaciones entre la UE y Asia Central así como la situación de las regiones en el sistema internacional, económico y político. 
El programa es una combinación de e-learning y workshops en Berlín y Bruselas.

## European Online Academy for Senior Citizens (ESOA)
La European Online Academy for Senior Citizens (Academia Europea en Línea para Personas Mayores) es un programa de estudios para personas de la tercera edad que desean continuar sus estudios superiores. A través de una plataforma y de seminarios, participan activamente en el proceso de integración de los países europeos, discutiendo con otros expertos y profesores los problemas económicos, políticos y sociales que desde su creación la Unión Europea debe afrontar permanentemente. De esta manera, los participantes ponen a disposición sus competencias profesionales pero también sus experiencias personales que ayudan a ilustrar mejor el proceso de integración europeo.

## Publications

### L'Europe en formation
L´Europe en formation (Europa en formación) es una revista de estudios sobre la integración europea y el federalismo europeo. Los temas principales de la revista son: cómo maximizar el impacto de la política de desarrollo de la UE, las relaciones internacionales, los distintos modelos sociales en Europa y temas diversos relacionados al federalismo.

### Le Courrier de l'Europe
El Centre International de Formation Européenne (CIFE), en cooperación con la Oficina de Publicaciones de la Unión Europea, ha lanzado una revista independiente Le Courrier de l’Europe. La revista, en inglés y francés, se dedica al análisis de cuestiones relevantes de la política europea y brinda una información y un análisis contextualizado a cargo de los mejores expertos y profesionales. En los artículos se describe la experiencia de aquellos que se han dedicado a tratar importantes cuestiones de actualidad en materia de integración europea.

### Libros
Cada año CIFE publica un libro que trata de uno de los desafíos mayores de la integración europea. 

### Folletos
CIFE publica folletos que tratan de varios sujetos. Cada edición contiene un análisis científico basado sobre un tema central de la política europea. Los folletos son instrumentos de vulgarización pero también un complemento para estudiantes que quieren prepararse sobre temas específicos.